# Caiophora hibiscifolia
Caiophora hibiscifolia är en brännreveväxtart som beskrevs av Urban och Gilg. Caiophora hibiscifolia ingår i släktet Caiophora och familjen brännreveväxter. Inga underarter finns listade i Catalogue of Life.